# Historie ikebany
Historie ikebany je historie aranžování květin ve stylu ikebana, především s ohledem na původ v Japonsku.

## Vliv buddhismu
Vzhledem k tomu, že aranžování květin převzali Japonci z Číny spolu s buddhismem, bylo zpočátku přirozeně naplněno čínskou buddhistickou filozofií. Buddhistická touha uchovat život tak leží u kořene celé ikebany a vytvořila většinu pravidel uspořádání květin, výběr a tvary květinové vázy. 
Umění ikebany, jenž je nepochybně náboženského původu a v Japonsku výsledkem buddhismu, nevzniklo stejným způsobem na základě tohoto umění v Indii, na Srí Lance, nebo v Koreji, tedy v zemích, kde byl buddhismus rozšířen dlouho předtím, než byl přijat v Japonsku. Situaci podobně popsal kapitán Brinkley u čajového obřadu: "i když zárodek čajového obřadu přišel z Indie, tento tradiční obřad, tak jak je praktikován Japonci, nemůže tuto zemi považovat za zemi svého původu" tentýž stav lze pozorovat u ikebany.
Je uvažováno, že čínské kytice měly původně jistý vliv na založení ikebany. M. Averill popisuje: "Odporné pohřební kytice uspořádané jako masy skvělých květin na krátkých stoncích, hrubě a pevně svázané dohromady, vypadají jako původní kytice v Japonsku, které tak byly uspořádány několik generací. Číňané nárokují původ ikebany pro svoji zemi a prohlašují ikebanu za svůj vynikající způsob aranžování květin." Ale přitom podle autorky není zřejmé, zda původní tvar je skutečně původně čínský. Je stejně tak řecký jako čínský v hlavních rysech, takže je zde značná pochybnost, zda je uvedený způsob aranžování řecký nebo čínský.
Přirozeným výsledkem buddhistického přání zachování života zvířat následovalo přání zachovat život rostlin. Jedním z kněží byly uspořádávány květiny, jenž byly nejoblíbenějším darem bohům. Zatímco v Číně buddhističtí kněží byli prvními instruktory aranžování květin, v Japonsku jen uvedli nejzákladnější prvky. Po dlouhou dobu umění nebylo více než jen vkládání květin do vázy, bez systému. Květiny bývaly použity jako dar v chrámu a před rodovými svatyněmi. Kapitán Brinkley, podotýká: "Co buddhističtí mniši přivezli z Indie, bylo založeno na pravidelném rozdělení. Japonská ikebana je ale koncipována na vyvážené nepravidelnosti."

## Novověk
První květinová výzdoba vytvořila systém známý jako Šin no hana (真の花), což znamená soustředné aranžování květin. Obrovská větev borovice nebo kryptomérie stála uprostřed a kolem této části stromu byly umístěny tři nebo pět sezonních květů. Tyto větve a stonky byly dány do vázy ve svislých polohách bez pokusu o umělé křivky. Obecná forma je symetrická. A to je zpodobnění, které také najdeme v Japonsku na náboženských obrazech ze čtrnáctého století. Byl to první pokus reprezentovat přírodní krásu pomocí ikebany, napodobit přírodní scény.
Velký strom uprostřed představuje vzdálené scenérie, květy slivoně nebo třešní jsou ve střední vzdálenosti a malé kvetoucí rostliny v popředí. Umění se rozvíjelo velmi pomalu, a mnoho škol, dnes tak populárních, neexistovalo až do konce patnáctého století. To bylo v období obrození v Japonsku, které se shoduje s alžbětinským obdobím v Evropě. Na konci patnáctého století, architektura stejně jako umění prošla velkými změnami. Kakemono (掛け物, obrázek na svitku) a aranžované květiny byly všeobecně jediné ozdoby v pokoji. Bylo přirozené, že se květinové dekorace časem staly jednoduššími a lepšími.

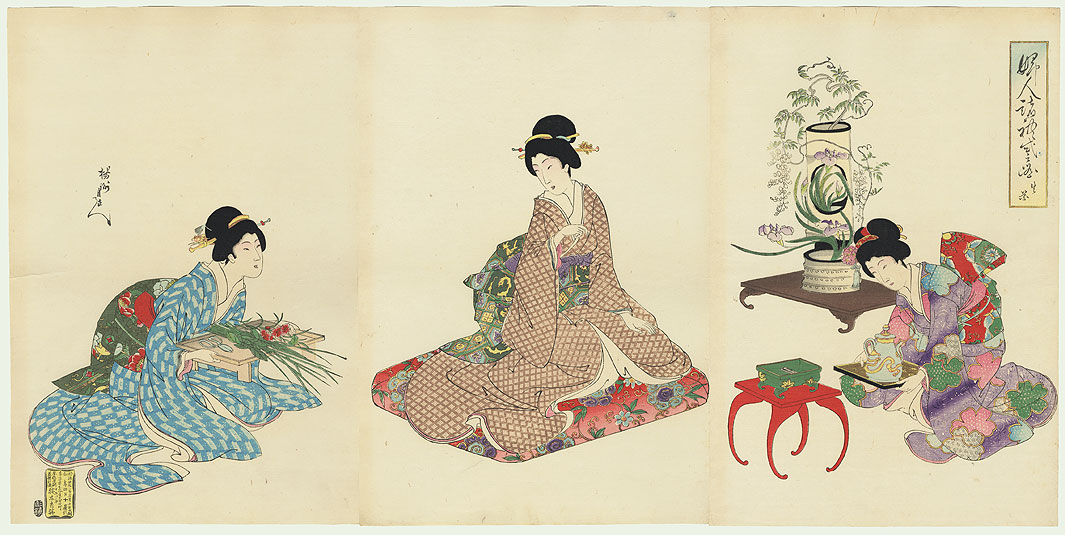
Skupina žen aranžuje květiny

Jošimasa (japonsky 足利 義政 (20. ledna 1435 – 27. ledna 1490), osmý šógun dynastie Ašikaga a velkorysý patron umění, byl největším propagátorem čajového obřadu (čanoju, japonsky 茶の湯) a ikebany. Jošimasa Ašikaga se nakonec vzdal trůnu, aby mohl věnovat svůj čas výtvarnému umění. Byl to on, kdo řekl, že květiny používané při všech slavnostních příležitostech a podávané jako květinové dary bohům, by neměly být umístěny volně, ale kompozice by měla představovat čas a myšlení. Potom začala být formulována pravidla, kterými se uspořádání řídilo. Slavný malíř Soami, pokrokový umělec a přítel Jošimasy, je tím, kdo zřejmě ovlivnil další vývoj japonského umění ikebana. Sóami (相阿弥, ? – 12. listopadu 1525) vytvořil koncept, kdy mají linie reprezentovat tři prvky – nebe, lidstvo, a zemi. Z tohoto konceptu vycházejí i moderní principy uspořádání ikebany používané v dnešní době. Čanoju (čajový obřad) a kóawase (香合わせ), kadidlový obřad byl vyvinut, stejně jako umění ikebana údajně ve Stříbrném pavilonu v Kjótu, což umožnil zájem Jošimasy. Ovlivnil vkus umělců šestnáctého století známých jako škola Kanó (狩野派: Masanobu Kanó 狩野 正信, 1434 – 2. srpna 1530), Seššú (雪舟, 1420 – 8. srpna 1506), Sesson (?), Masanobu (?), Motonobu (?) (1477–1561), a Šugecu (?).
Pomocí těchto uměleckých sdružení ikebana pokročila v tomto období o krok dál, opustila chrámy a pokojové dekorace. V  této době byla ikebana známa jako rikka (立花). Stejném období byla založena jiná forma ikebany, nazývaná nageire (投げ入れ). Rikka a nageire jsou dvě větve ikebany. Přízeň národa kolísala mezi těmito dvěma směry po celá staletí. Na začátku byla rikka strohá, formální a více dekorativní. Naproti tomu nageire byla jednoduchá a blíže přírodě. Ačkoli nageire začala být moderní v období Higašijama, rikka byla stále preferována a nageire skutečně získala popularitu až v období Azuči-Momojama, sto let po období Ašikaga. V tomto období také čanoju, čajový obřad, dosáhl nejvyššího rozvoje a silně ovlivnil umění aranžování květin.
Rikka dosáhla největší popularity v průběhu období Genroku (元禄: 1688–1704). Tehdy bylo publikováno mnoho prací o ikebaně. První z nich byla kniha Sendenšo (仙伝書), publikovaná na počátku Ken'ei, ale v té době bylo napsáno i mnoho jiných, ačkoliv bezcenných pro studium aranžování květin. Poskytují několik pravidel, ale jinak veškeré další informace zatajují. Všechna pravidla jsou založena na Sóamiho nápadu ze tří prvků. I když tyto knihy byly zcela bezcenné, z hlediska aranžování květin, je zde možné pozorovat vývoj stylu na přiložených obrazech.
Nejcennější knihu nazvanou Kadenšo[zdroj?] napsal Ikenobó (池坊) . Byla pečlivě[zdroj?] napsaná a velmi přesně popisná, s pravidly a principy svobodně, bez utajování uvedenými. V období Ken'ei[zdroj?] byl styl rikka jednoduchý a přírodní, bez extrémních křivek. V období Genroku byly linie uspořádány komplikovaněji a forma se stala dekorativnější. Toto období preferovalo eleganci, všechny druhy výtvarného umění byly velmi rozvinuté, nad vše pak vzorované látky a dekorace. V pozdní části sedmnáctého století byl ikebanou ovlivněn slavný malíř Ogata Kórin (尾形 光琳, 1658 – 20. července 1716). V této i pozdější části sedmnáctého století byla ikebana široce rozšířena a dosáhla vysokého stupně dokonalosti jako druh umění. Stále zde byly ovšem příklady příležitostného uchýlení do nepřirozených křivek.
Ty se vyskytují na konci tohoto období a způsobují pocit znechucení rikkou a znovu oživují styl nageire. Do té doby ji vyučovala pouze jedna větev ikebany. Ale pod vlivem módy v obou školách vyučovali soupeřící učitelé jak styl rikka, tak styl nageire. Rikka dosáhla největší popularity v období Genroku a potom začala obliba stylu klesat. Oblíbenou se stala nageire. V této době přestala být nazývána nageire a byl používán název ikebana. V období Temmei (天明, 1781–1789) se nageire rychle rozvíjela, především s důrazem na krásu linií. Po tomto období se ale nejčistší a nejlepší vkus ikebany začal zhoršovat a vznikaly formální a umělé formy uspořádání.

## 20. století
Podoba, podle které je vytvářena ikebana do 20. století, má stále táž pevná pravidla, zásadu tří linií označených jako nebe, lidstvo, a země.[zdroj?] z období Genroku a Temmei. Podle knihy Japanese flower areangement (1913) od Mary Averill mají pocit, že pravidlo nebe, země a člověk je příliš tvrdošíjně dodržované, příliš omezující a kazí přirozenost kompozice. Mary Averill tvrdí, že je naprosto nutné používat tyto základní principy k dosažení vyváženého uspořádání, ale zvýraznění a přehánění těchto linií je označováno jako nevkusné zástupci škol uznávajících přirozenější styl.